# Кирпичики (Курганская область)
Кирпичики — деревня в Шатровском муниципальном округе Курганской области России.

## География
Деревня находится на севере Курганской области, в пределах юго-западной части Западно-Сибирской равнины, в подтаёжно-лесостепной зоне, на левом берегу реки Борис, на расстоянии примерно 30 километров (по прямой) к юго-востоку от села Шатрова, административного центра района. Абсолютная высота — 77 метров над уровнем моря.

### Климат
Климат характеризуется как континентальный, с холодной продолжительной малоснежной зимой и коротким тёплым сухим летом. Среднегодовая температура — 0,3 °C. Средняя температура воздуха самого холодного месяца (января) составляет −14 — −4 °C (абсолютный минимум — −43 °С); самого тёплого месяца (июля) — 12 — 21 °C (абсолютный максимум — 37 °С). Безморозный период длится в среднем 133 дня. Годовое количество атмосферных осадков — 410 мм, из которых большая часть выпадает в тёплый период. Снежный покров держится около 148 дней.

## Население
| 1989 | 2002 | 2010 |
| ---- | ---- | ---- |
| 5    | ↘0   | ↗2   |

### Гендерный состав
По данным Всероссийской переписи населения 2010 года в гендерной структуре населения мужчины составляли 50 %, женщины — соответственно также 50 %.